# 發電廠

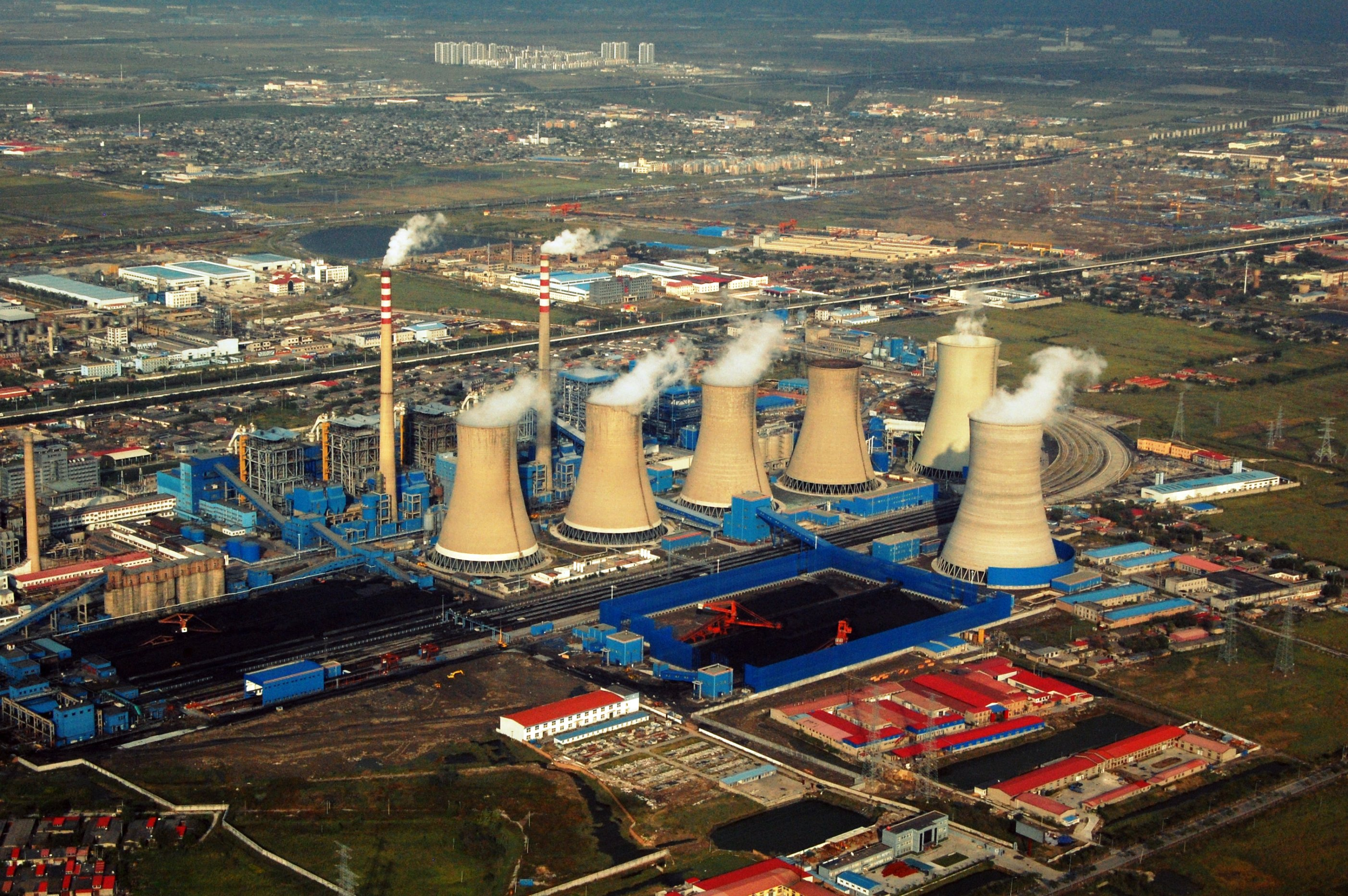
俯瞰位于天津郊区的发电厂

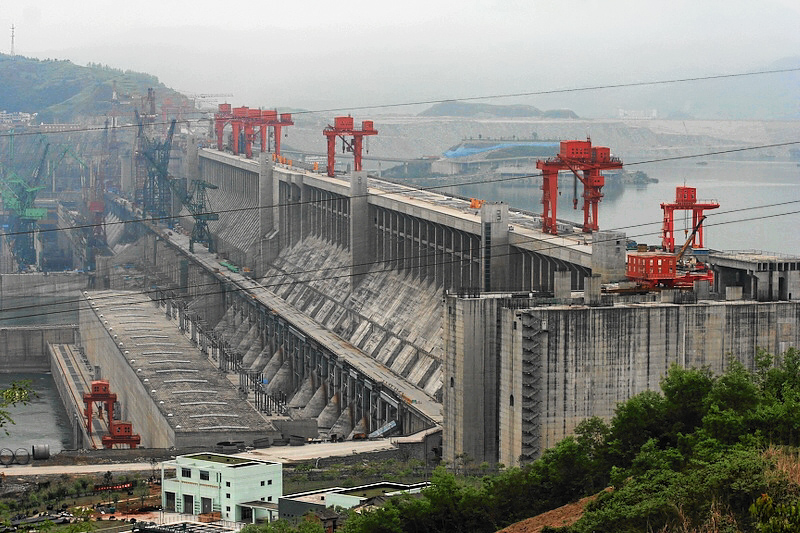
三峽大壩的水力發電廠

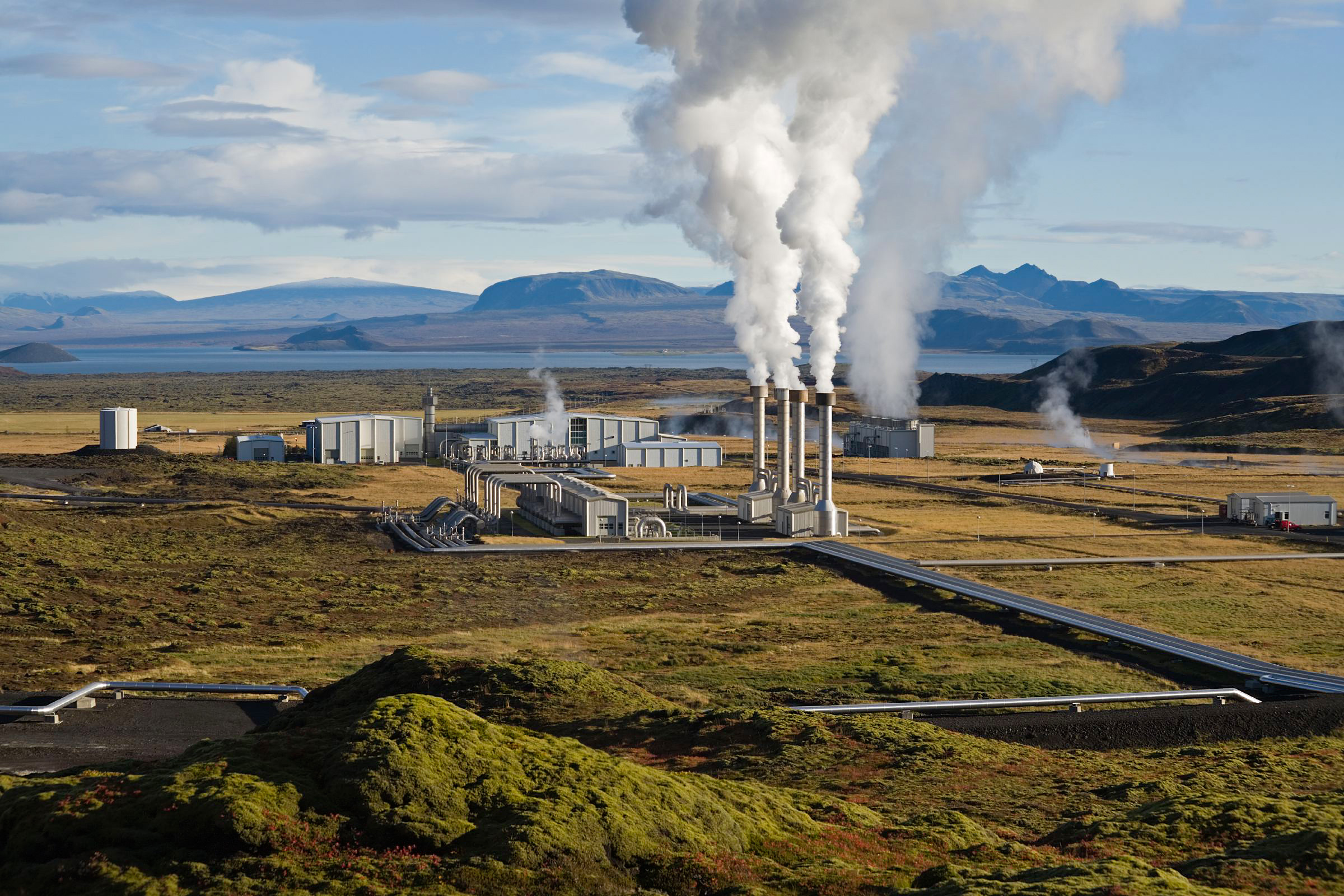
冰島的内夏韦德利地热站

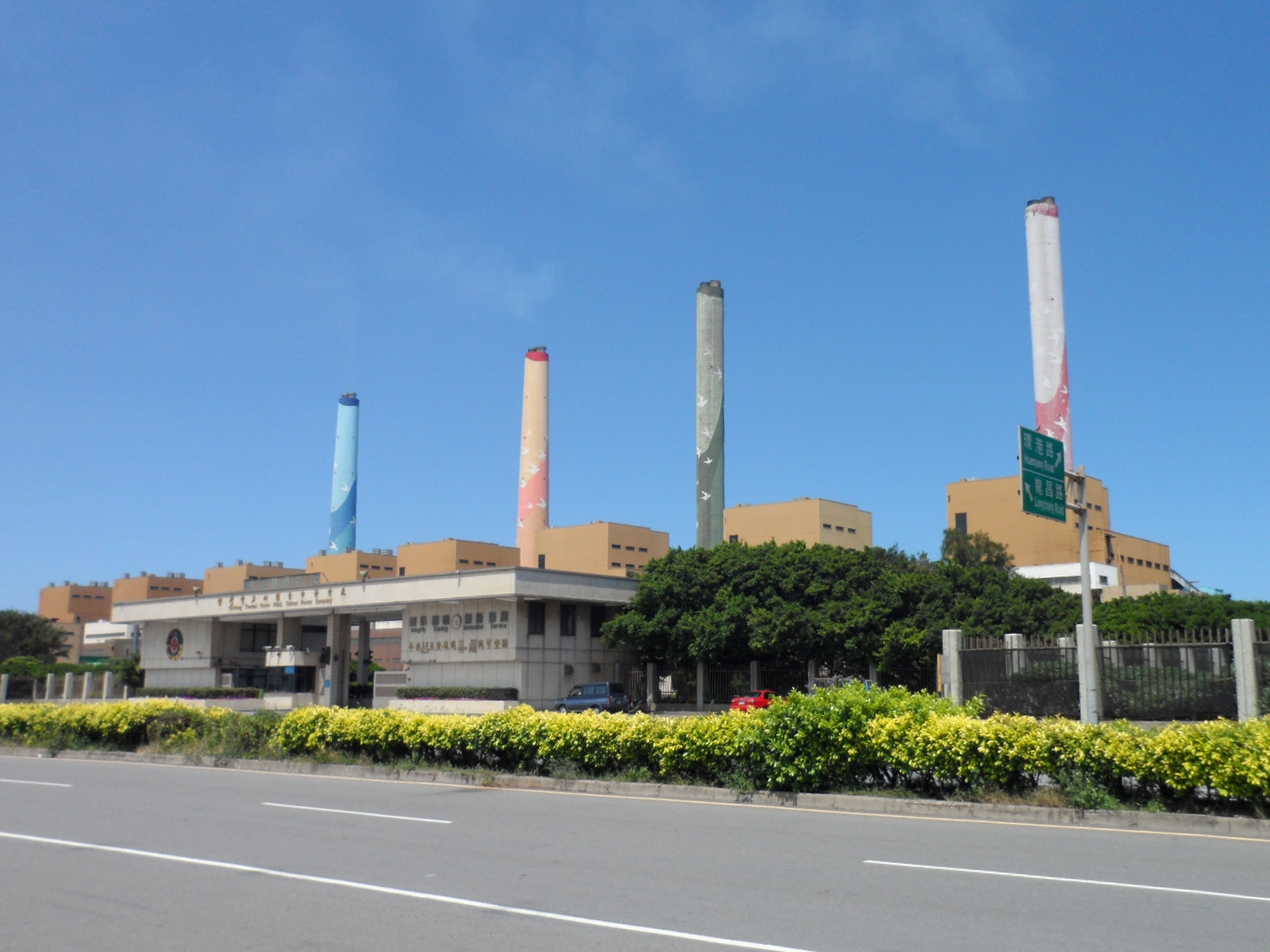
臺中市龍井區的火力發電廠

發電廠（英語：Power station、Generating station、Power plant、Powerhouse），又稱發電站、發電所或電廠，是將熱能或動能轉換為電能的設施，屬於電力系統一環。

## 發電廠的種類
- 通过电磁感应发电

目前大部份商業運轉中的發電廠，都是基於電磁感應的原理，藉由原动机不斷的驱動发电机转子（发电机转动部分）产生旋转磁场，在发电机定子（发电机固定部分）產生感應電流的發電機組。而驱動原动机的力量，可以是水的位能，或是經由燃燒燃料所產生的熱能，藉以煮沸水產生蒸氣，或是以風力推動。因此區別發電廠的種類，通常可以由燃料或動力種類做區別。
- 通過光電轉換發電。

### 動力種類
根据原动机的不同来分类有：
- 蒸汽轮机：燃煤电厂；燃油电厂；垃圾焚烧电厂；核电厂；燃气电厂。
- 燃气轮机：燃机电厂
- 水轮机：水电厂；抽水蓄能电站；潮汐电站。
- 风机：风力发电厂。

其中蒸汽轮机是經由锅炉将燃料的化学能或核能转化为熱能，将水由液态转换为汽态也就是水蒸氣通入汽轮机作功，進行發電。燃气轮机则是将天然气燃烧后直接通入作功。

### 能量来源种类
- 煤: 9,538,300 GWh (39.2%)
- 天然氣: 5,543,363 GWh (22.8%)
- 水力: 3,978,000 GWh (16.3%)
- 核能: 2,571,365 GWh (10.6%)
- 石油: 989,865 GWh (4.1%)
- 風力: 838,028 GWh (3.4%)
- 生質能: 433,815 GWh (1.8%)
- 太陽能光伏: 246,556 GWh (1.0%)
- 其它: 205,228 GWh (0.8%)

24,344,520GWh
根据驱动原动机的高位能量源的不同来分类有：
- 核能發電廠[2]，使用核反應产生的热能。
- 火力發電廠，使用化石燃料（包括煤炭、石油和高炉尾气等）經由燃烧产生的热能。
- 地熱發電廠，使用地熱能。
- 聚光太陽能熱發電，將陽光聚焦集熱將水加熱。
- 水力發電廠，利用水的位能轉動能。
- 風力發電廠，利用風推動風車的動能。
- 太陽光電系統，利用太陽能電池把太陽的光能轉換成電力。

## 設備
- 轉換為機械能推動發電機組：蒸汽渦輪機、水輪機
- 發電機組
- 冷卻系統：冷却塔，或使用地下管線將溫排水排放入海

## 外部連結
- Power Generation Plants (diagrams)
- Power Plant Reference Books
- Large industrial cooling towers
- Inter-Utility Sub-station Training Assoc.
- APMS: Advanced Plant Management System